# Balclutha knulli
Balclutha knulli är en insektsart som beskrevs av Davidson och Delong 1935. Balclutha knulli ingår i släktet Balclutha och familjen dvärgstritar. Inga underarter finns listade i Catalogue of Life.